# Nuritamburia chlorocalla
Nuritamburia chlorocalla là một loài bướm đêm thuộc họ Tortricidae. Nó là loài đặc hữu của Hawaii.